# Maurice Bellonte
Maurice Bellonte (Méru, Oise, 25 de outubro de 1896 — Paris, 14 de janeiro de 1984) foi um pioneiro da aviação mundial.
Na companhia de Dieudonné Costes atravessou pela primeira vez o Oceano Atlântico voando de leste para oeste sem escalas, de Paris a Nova Iorque, em 1 e 2 de Setembro de 1930, três anos depois de Charles Lindbergh ter feito o percurso inverso.
Em 31 de agosto de 1952, no Brasil, foi condecorado com a comenda Ordem do Mérito Aeronáutico